# Watch Dogs
Pour le film, voir Watch Dogs. Pour le premier jeu de la série, voir Watch Dogs.
Watch Dogs (stylisé WATCH_DOGS, trad. litt. : « Chiens de garde ») est une série de jeux vidéo d'action-aventure et d'infiltration, développée par les studios Ubisoft Montréal, Ubisoft Reflections et Ubisoft Toronto, et éditée par Ubisoft.

## Univers
Le monde a changé depuis l'arrivée du CT-OS, un OS créé et contrôlé par l'entreprise Blume Industrie. Cet OS se disant révolutionnaire et qui « faciliterait la vie » mais la création du ctOS cache quelque chose, de la manipulation de dirigeants, des meurtres, de la revente de données, etc., l'entreprise Blume Industrie contrôle quasiment la planète entière mais les crimes ne restent pas impunis, face à Blume se dresse l'organisation de cybercriminels DedSec qui mène un combat acharné pour la liberté numérique et pour la protection des données des citoyens, aussi pour mettre un coup à Big Brother qui manipule la population, DedSec avertit la population de leur méfaits et de leur manigances en exposant la vérité.

Villes qu'il est possible d'explorer dans la série de jeux vidéo Watch Dogs
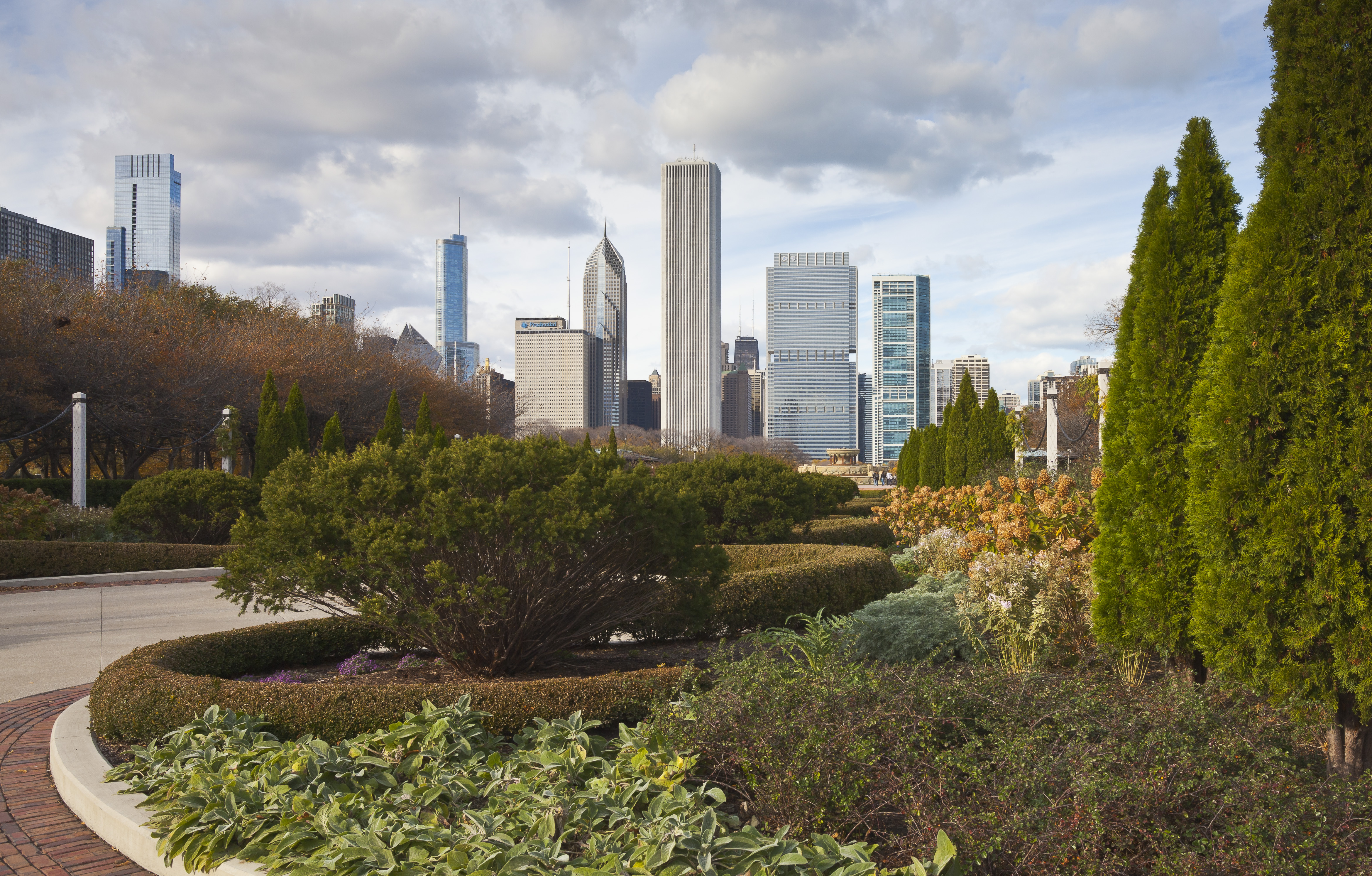
Chicago, ville du jeu Watch Dogs.
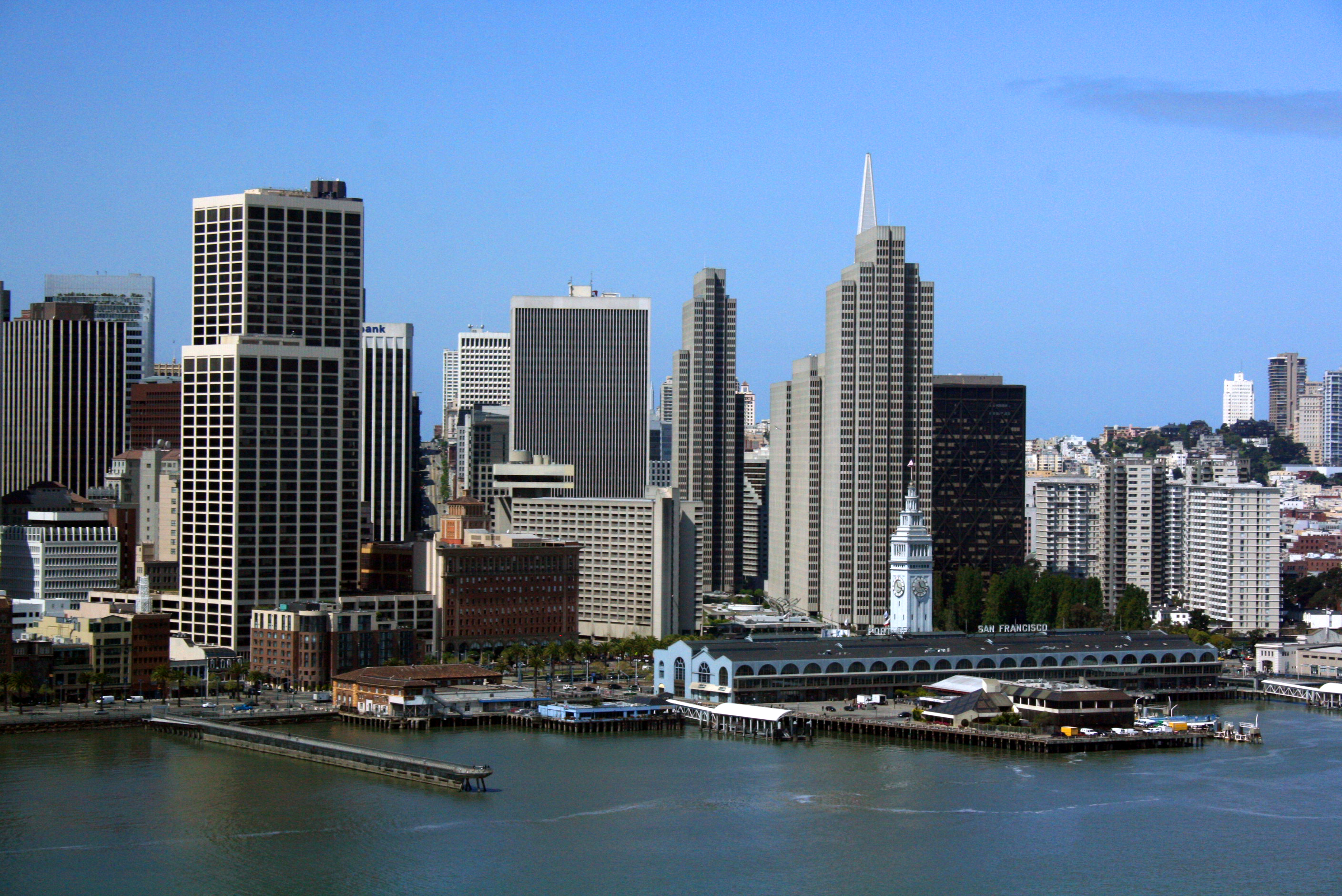
San Francisco, ville du jeu Watch Dogs 2.
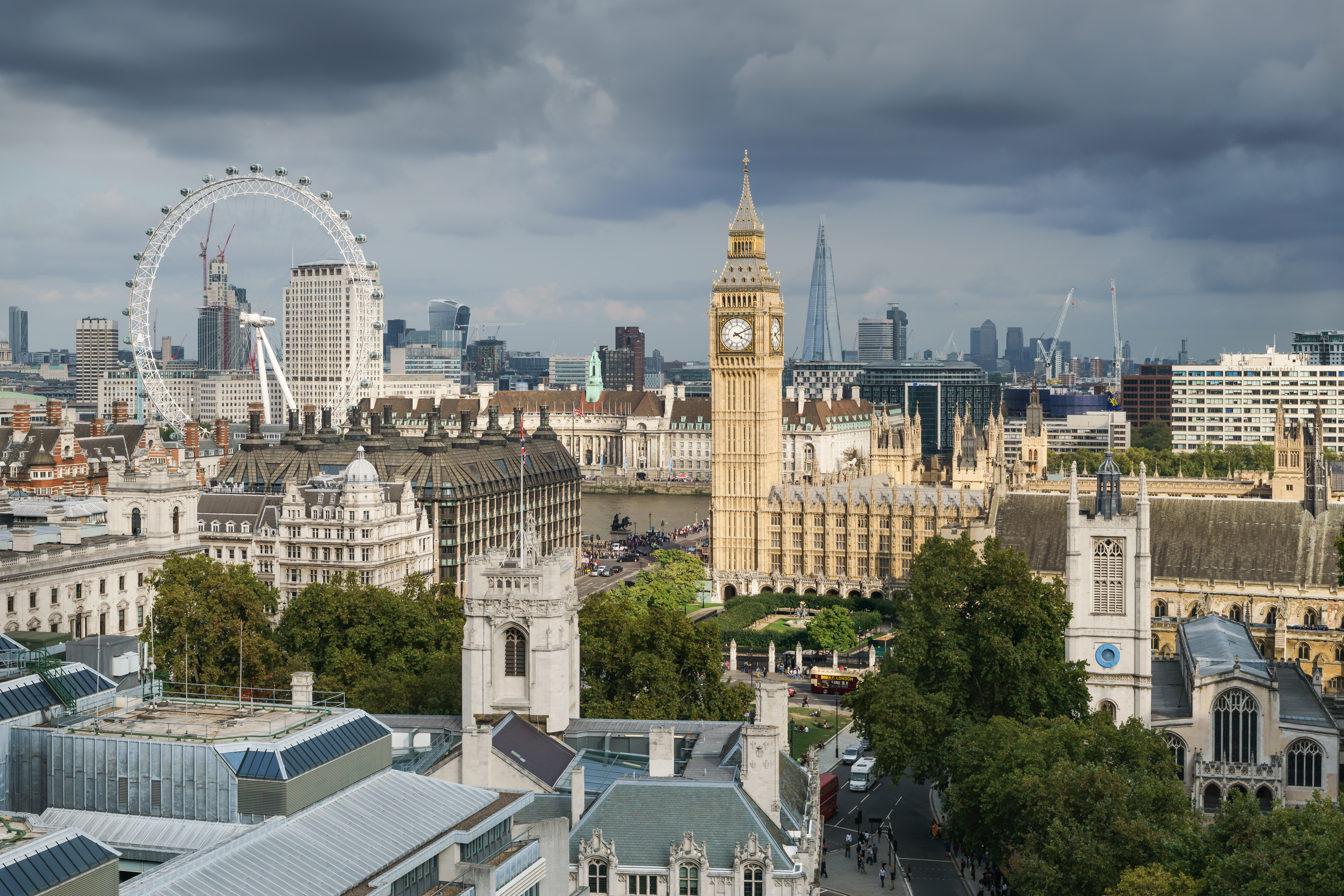
Londres, ville du jeu Watch Dogs: Legion.

## Chronologie
| Titre              | Lieu du scénario | Personnage principal                                  | Année du déroulement du jeu | Développement    | Plateformes                                                          | Date initiale de sortie |
| ------------------ | ---------------- | ----------------------------------------------------- | --------------------------- | ---------------- | -------------------------------------------------------------------- | ----------------------- |
| Watch Dogs         | Chicago          | Aiden Pearce                                          | 2013                        | Ubisoft Montréal | PlayStation 3, Xbox 360, PlayStation 4, Xbox One, Windows, Wii U     | 27 mai 2014             |
| Bad Blood          | Chicago          | Raymond « T-Bone » Kenney                             | 2014                        | Ubisoft Montréal | PlayStation 3, Xbox 360, PlayStation 4, Xbox One, Windows            | 30 septembre 2014       |
| Watch Dogs 2       | San Francisco    | Marcus Holloway                                       | 2016                        | Ubisoft Montréal | PlayStation 4, Xbox One, Windows                                     | 15 novembre 2016        |
| Watch Dogs: Legion | Londres          | Personnage sélectionnable par le joueur parmi les PNJ | 2029                        | Ubisoft Toronto  | PlayStation 4, Xbox One, Windows, PlayStation 5, Xbox Series, Stadia | 29 octobre 2020         |
| Bloodline          | Londres          | Aiden Pearce, Wrench et Jackson Pearce                | 2029                        | Ubisoft Toronto  | PlayStation 4, Xbox One, Windows, PlayStation 5, Xbox Series, Stadia | 6 juillet 2021          |

## Liste

### Watch Dogs
Aiden Pearce, citoyen de Chicago, est victime d'un accident de voiture au cours duquel sa nièce meurt. Pour retrouver et se venger des responsables de cet incident, Aiden Pearce, aidé par une coéquipière, pirate le système de surveillance de toute la ville : le ctOS. Accusé de multiples crimes sur des meurtriers, Aiden Pearce se retrouve pourchassé par la police de Chicago mais souhaite poursuivre sa quête de vengeance.

### Watch Dogs 2
Dans la ville de San Francisco, Marcus Holloway, un jeune hacker surdoué rejoint le groupe DedSec, un collectif de pirates qui veut faire flancher le ctOS 2.0, système créé à la suite des évènements survenus à Chicago. Contrairement à Aiden Pearce, Marcus Holloway n'agit pas seul, il détient ainsi un meilleur pouvoir pour s'affranchir du système de surveillance de la ville. Le personnage détient un équipement plus important que Aiden Pearce, incluant des drones et voitures télécommandés, des armes imprimées en 3D, etc.

### Watch Dogs: Legion
Watch Dogs: Legion se déroule dans une représentation fictive d'un Londres futuriste et dystopique et suit la branche locale de DedSec qui cherche à se disculper après avoir été accusée d'une série d'attentats à la bombe. Les membres de DedSec tentent également de libérer les citoyens de Londres du contrôle d'Albion, une société militaire privée oppressive qui a transformé la ville en un état de surveillance à la suite des attentats. Le jeu introduit un système de personnages jouables multiples, permettant aux joueurs de recruter pratiquement n'importe quel PNJ trouvé dans le monde ouvert du jeu. Chaque personnage jouable possède ses propres compétences et son propre passé, et peut être perdu définitivement si les joueurs activent l'option de mort permanente avant de commencer une nouvelle partie. Il existe plusieurs façons de terminer les missions en fonction du personnage jouable sélectionné. Ubisoft Toronto a dirigé le développement du jeu, Clint Hocking en étant le directeur créatif. Legion est sorti sur Microsoft Windows, PlayStation 4, Xbox One et Stadia le 29 octobre 2020 ; les versions PlayStation 5 et Xbox Series X/S ont également été mises à disposition dès la sortie des consoles.
La composante multijoueur en ligne du jeu, dont la sortie a été reportée du 3 décembre 2020 à mars 2021,, permet à un maximum de quatre joueurs d'accomplir des missions coopératives exclusives, de participer à divers modes de jeu compétitifs ou simplement d'explorer Londres ensemble. Après sa sortie, Legion a été soutenu par plusieurs mises à jour gratuites qui ont ajouté de nouvelles missions, de nouveaux modes de jeu et de nouveaux personnages, y compris un certain nombre d'agents spéciaux, tels que Mina Sidhu, un ancien sujet de test qui a acquis des pouvoirs de contrôle de l'esprit ; Aiden Pearce, qui revient du Watch Dogs original ; Wrench, un personnage secondaire majeur de Watch Dogs 2 ; et Darcy Clarkson, un membre de la Confrérie des Assassins, dans le cadre d'un crossover non canonique avec la franchise Assassin's Creed d'Ubisoft. Une extension payante intitulée Watch Dogs : Legion - Bloodline, mettant en scène Aiden et Wrench dans un nouveau scénario situé après leurs jeux respectifs mais avant les événements de la campagne principale de Legion, est sortie le 6 juillet 2021.

## Application mobile
L'application de Ubisoft, Watch_Dogs Companion: ctOS Mobile est disponible le 27 mai 2014 sur les smartphones et tablettes Android, iOS et Windows. L'application est compatible avec toutes les versions du jeu. Elle permet aux joueurs sur consoles et PC d'interagir avec ceux sur smartphones et tablettes même si ces derniers ne disposent pas du jeu. Dans l'application, le joueur contrôle la police et les infrastructures de Chicago par l'intermédiaire d'un agent du ctOS. Le but du joueur est de maintenir l'ordre sur la ville de Chicago en essayant de stopper les autres joueurs (sur consoles et PC) dans leur progression. Il est par exemple possible de commander un hélicoptère de police à bord duquel un tireur d'élite peut faire feu sur un joueur ou encore d'activer et désactiver les feux de circulation, faire exploser des canalisations, etc. Pour devenir plus compétent, il est possible d'améliorer les capacités des unités de police. Plus le joueur réussit de tâches, plus il est possible d'améliorer l'équipement et les unités de police,,.

## Accueil

### Presse spécialisée
Watch Dogs a reçu des critiques généralement positives malgré les critiques visant certains problèmes techniques, l'écart de qualité graphique entre le marketing et le jeu réel, la narration et le protagoniste. Il s'est vendu à plus de 10 millions d'exemplaires à la fin de l'année 2014,.
Watch Dogs 2 a reçu des critiques globalement positives à sa sortie, les critiques le considérant généralement comme une amélioration par rapport au jeu original. Bien que le jeu ait eu du mal à se lancer commercialement, plus de 10 millions d'unités ont été vendues en 2020.
Watch Dogs: Legion a reçu des critiques globalement mitigées. Les critiques se sont polarisées sur l'aspect des multiples personnages jouables, certains appréciant sa diversité et l'inclusion de la Permadeath pour permettre l'attachement émotionnel des joueurs, tandis que d'autres ont critiqué le manque de personnalité des personnages et le déséquilibre entre leurs capacités. Les critiques ont également porté sur l'univers du jeu, les mécanismes de conduite, la difficulté incohérente, les missions répétitives, les fonctionnalités en ligne et les problèmes techniques.

### Ventes
Watch Dogs a détenu plusieurs records de ventes dans son histoire. Il a d'abord été le jeu le plus vendu lors de sa première journée d'exploitation puis le jeu le plus vendu lors de sa première semaine d'exploitation (cumulant plus de quatre millions d'unités vendues). Aujourd'hui, le jeu s'est vendu à plus de dix millions d'exemplaires,.

## Adaptations

### Littérature
- John Shirley (trad. de l'anglais), Dark Clouds [« Nuages noirs »], Lumen Eds, 7 mai 2015, 137 x 211 mm (ISBN 978-2-37102-054-2 et 2-37102-054-0, EAN 978-2371020542), p. 406. Mick Wolfe, un ancien militaire revenu de Somalie est témoin d'un vol de billets de banque effectué par un drône dirigé par un groupe d'individus. Après ça, il cherche à changer d'identité mais doit faire face à l'entreprise qui a mis au point le ctOS, un dispositif de surveillance de la ville. C'est alors qu'il demande de l'aide à Aiden Pearce, le hacker recherché par la police de Chicago, pour s'en sortir dans cette ville complètement contrôlée par les autorités.

### Bandes dessinées
- Retour à Rocinha - Watch Dogs, tome 1, scénario de Simon Kansara, dessin de Horne, Les Deux Royaumes, paru le 4 novembre 2016.
- Seconde chance - Watch Dogs, tome 2, scénario de Simon Kansara, dessin de Horne, Les Deux Royaumes, paru le 6 octobre 2017.
- Watch Dogs: Legion, tome 1, scénario de Sylvain Runberg, dessin de Gabriel Germain, Glénat, paru le 2 décembre 2020.
- Watch Dogs: Legion, tome 2, scénario de Sylvain Runberg, dessin de Gabriel Germain, Glénat, paru le 9 février 2022.

### Film
Ubisoft annonce une adaptation au cinéma lors de l'E3 2016. En date de 2022, aucune adaptation cinématographique n'est sortie.
En mars 2024, Ubisoft et New Regency annoncent que le film sera réalisé par Mathieu Turi et écrit par Christie Blanc. L'actrice Sophie Wilde est en pourparlers pour incarner la protagoniste du film. L'acteur Britannique Tom Blyth, tête d'affiche du dernier film Hunger Games, rejoint le casting du film en mai 2024.

### Manga
- Seiichi Shirato, watch dogs tokyo, vol. 01, t. 01, PIKA edition, novembre 2024, 224 p. (ISBN 2811680403).